# Chuao (Venezuela)
Pour les articles homonymes, voir Chuao.
Chuao est la capitale de la paroisse civile de Chuao de la municipalité de Santiago Mariño de l'État d'Aragua au Venezuela.